# Crescimento simpodial

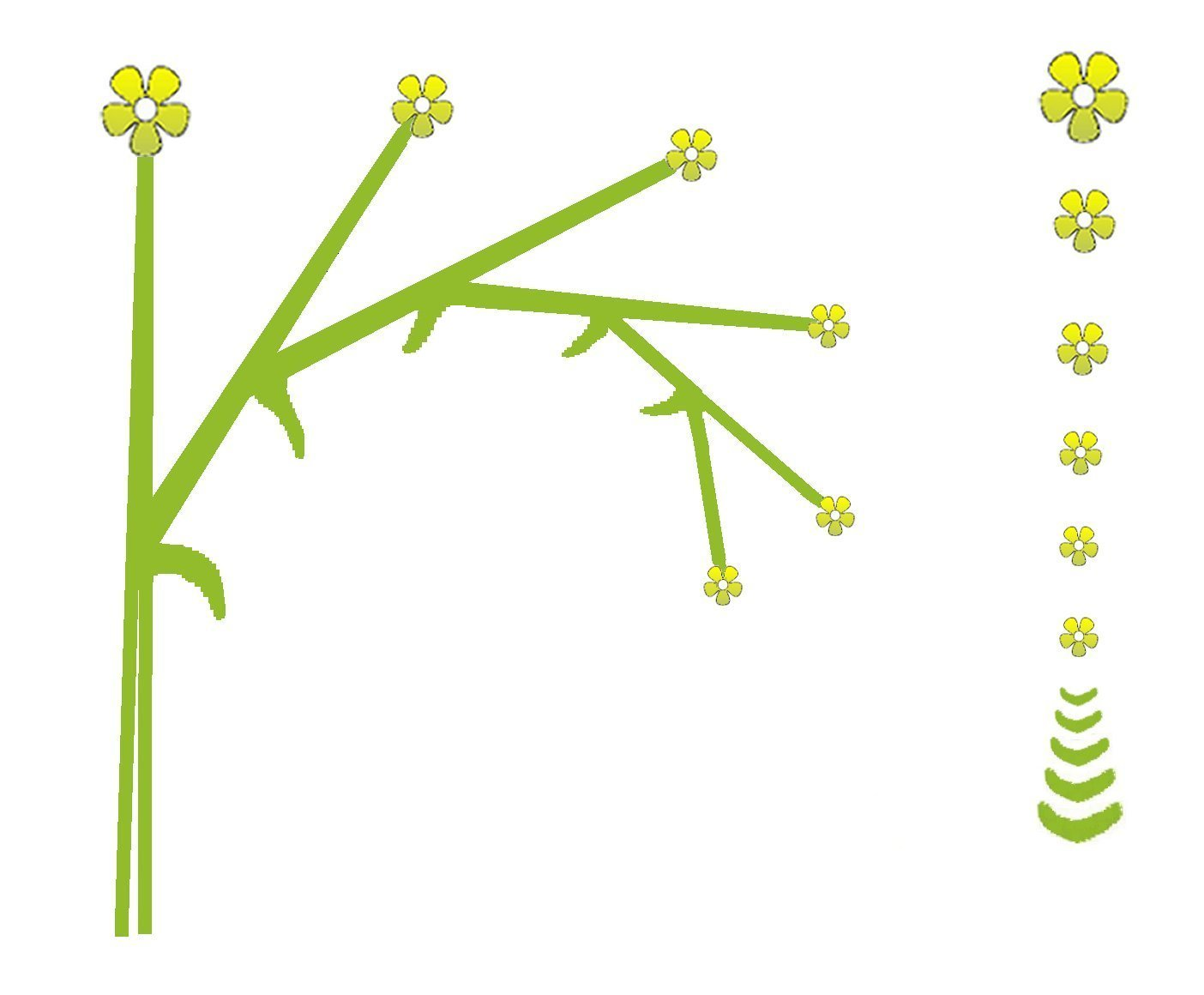
Crescimento simpodial

Crescimento simpodial (ou basítona) é um termo da botânica que se refere à maneira de brotação das plantas vasculares que crescem lateralmente, de gemas em sua base e não em suas terminações ou ápices. As bananeiras, helicônias e a maioria das orquídeas apresentam este tipo de crescimento.